# Listo para lo que venga
Listo para lo que venga es el nombre del tercer álbum de estudio del rapero mexicano Santa RM. El álbum fue publicado el 2 de julio de 2016 por el sello discográfico JJ Entertainment. El álbum cuenta con un total de 18 canciones y colaboraciones con Melódico, MC Davo, Emanero, Soma, Seven, Iluminatik o Isusko, entre otros.

## Lista de canciones
1. Listo para morir
2. ¿Ahora qué sigue?
3. Pasa el tiempo Ft. Melódico
4. Déjame te cuento un cuento
5. Broma de mal gusto Ft. MC Davo & Norykko
6. No voy a rendirme Ft. Emanero, Soma
7. Háblame de mi
8. En el mismo sitio Ft. Seven
9. Fast mortem Ft. Iluminatik, Isusko
10. Término medio Ft. Bacur, El Momo
11. Pk2 capitales Ft. Los de la puerta norte
12. Infinitiflow Ft. Iluminatik
13. La de mis sueños Ft. Afaz Natural
14. Daño colateral Ft. Matika
15. Loca Ft. Nanpa Básico
16. Inmortal
17. Los más buscados (Remix) Ft. Miausone, Bufon, Cryptic Wisdom, Isusko, Emanero, Aczino, Sbrv, Soru, Hom, Abram, Nanpa Básico, T Killa, Lebron, Danger, Porta, Dj Akrylik & Dj Xino.

hiphopers por la paz 

## Premios y nominaciones
Ritmo Urbano
| Año  | Premio       | Categoría   | Obra                    | Resultado | Ref.  |
| ---- | ------------ | ----------- | ----------------------- | --------- | ----- |
| 2016 | Ritmo Urbano | Mejor disco | Listo para lo que venga | Nominado  | [ 3 ] |